# Epilepsia refleja
La epilepsia refleja es aquel tipo de epilepsia que es inducida por un estímulo sensorial específico y no aparecen de forma espontánea. Los estímulos pueden ser externos (destellos de luz, agua caliente), internos (emoción, pensamiento), o ambos, y no deben confundirse con los desencadenantes generales que presentan la mayor parte de los pacientes epilépticos, entre ellos el estrés emocional, la privación de sueño, el alcohol y el ciclo menstrual. Se considera que epilepsia refleja la sufren alrededor del 6 % de los pacientes afectos de epilepsia. Se divide en dos grupos, provocada por estímulos simples, por ejemplo un estímulo luminoso en la epilepsia fotosensible pura, y provocada por estímulos complejos, en este caso el estímulo suele ser elaborado y existe un lapso de tiempo antes de la aparición de la crisis, ejemplos de epilepsias reflejas complejas son la epilepsia musicógena, desencadenada por la música, y la epilepsia desencadenada por la  lectura.

## Epilepsias inducidas por estímulos visuales
Las más frecuentes son las llamadas epilepsias fotosensibles, en las que se producen crisis desencadenadas por determinadas imágenes de televisión o videojuegos. En algunos casos las crisis pueden estar inducidas por el cierre de los párpados.

## Epilepsia de la lectura
Se manifiesta generalmente al leer en voz alta. La forma más común es la aparición de movimientos involuntarios (mioclonias) que afectan a los músculos bucales, 
laríngeos y faríngeos y es perceptible por observarse una contracción de la mandíbula y de la boca, así como una interrupción momentánea de la lectura. Si el paciente sigue leyendo puede producirse una crisis convulsiva generalizada.

## Epilepsia musicógena
El factor desencadenante es oír música, generalmente melodías u obras concretas de impacto emocional para el sujeto.

## Epilepsia por agua caliente
El evento desencadenante es complejo y comprende estímulos simultáneos táctiles y térmicos. Es un tipo de epilepsia muy poco frecuente, la mayor parte de los casos se han descrito en India y Turquía, donde existe el hábito de echar agua caliente sobre la cabeza de los niños durante el baño. Se han documentado casos familiares, por lo que es probable la existencia de una alteración genética que predisponga a la aparición del mal.

## Epilepsia inducida por la toma de decisión espacial
Se desencadena por determinadas actividades intelectuales y ha recibido diferentes nombres en la literatura médica, entre ellos epilepsia aritmética, epilepsia noogénica, crisis inducidas por el pensamiento o crisis inducidas por la toma de decisión. Los episodios de epilepsia se desencadenan por ciertas actividades intelectuales dependiendo del sujeto, por ejemplo realizar cálculos, jugar al ajedrez, jugar a las damas, jugar al  mahjong, resolver un sudoku o resolver el cubo de Rubik. La mayor parte de los pacientes pueden evitar o atenuar la crisis  interrumpiendo la actividad que la provoca.

## Epilepsia refleja de la alimentación
Es muy poco frecuente, suele manifestarse como crisis parciales complejas. Los factores desencadenantes son muy variables, pero siempre relacionados con el proceso de alimentación, incluyendo la visión de los alimentos, la masticación y las sensaciones olfativas y gustativas.

## Epilepsia con crisis reflejas autoinducidas
Existen casos en los que el propio paciente puede autoprovocarse de forma voluntaria la crisis epiléptica. Suele producirse en la infancia o en personas que presentan retraso mental. En la mayor parte de los casos el factor desencadenante son estímulos visuales intermitentes.